# Desmopresin

Strukturní vzorec

Desmopresin (DDAVP) je syntetický analog antidiuretického hormonu (vasopresinu). Používá se v léčbě onemocnění způsobených nedostatkem přirozeného vasopresinu v lidském těle. DDAVP má významnou schopnost zahušťovat moč a tedy snižovat její množství. Používá se v léčbě nočního pomočování (enurézy) a nykturie. Dále při léčbě mírnějších forem hemofilie A a von Willebrandova syndromu, urémií, vážných ledvinových onemocněních a při chirurgických zákrocích.

## Objev a formy desmopresinu
Desmopresin objevil v 60. letech 20. století český chemik Milan Zaoral, dřívější vedoucí vědeckého týmu Ústavu organické chemie a biochemie Československé akademie věd. Hromadně se začal desmopresin v ČSSR vyrábět v roce 1976, v roce 1978 byly tablety uvedeny na trh pod názvem „Adiuretin-SD Spofa“. Dnes je desmopresin účinnou látkou v léku „Minirin“. Nejmodernější forma léku, perorální lyofilizát (melt), je rychle rozpustná na jazyku.